# Daniele Fossati
Daniele Fossati (Lissone, 12 maggio 1963) è un cantautore italiano.

## Biografia
Scrive per l'artista Cristiano De André la canzone Dietro la porta, che si classifica al secondo posto al Festival di Sanremo 1993, vincendo il Premio della Critica e il premio "Volare" consegnatogli da Domenico Modugno, quale miglior testo.
Interpretando quella stessa canzone a Sanremo Giovani 1993, ha ottenuto il diritto a partecipare al Festival di Sanremo 1994 nella Sezione Giovani, dove presenta il brano dal titolo Senza un Dolore.
Nel 1993 scrive la canzone "Movimenti circolari" per l'album Labirinti del Cuore inciso da Irene Fargo. Nello stesso disco viene inserito il brano Ti Porterò Via che vede Daniele Fossati autore del testo su musica di Ivan Graziani.
Nel 1994 pubblica il suo primo disco dal titolo "Daniele Fossati" e nello stesso anno inizia la propria collaborazione con Antonella Ruggiero per la quale scrive tutti i testi del suo primo album da solista Libera, inciso e pubblicato dopo l'abbandono del gruppo Matia Bazar.
Nell'autunno dello stesso anno è in gara al Festival Italiano 1994 con il brano Liberi.
In seguito compone diversi brani per artisti come Irene Fargo, ed anche canzoni per bambini che partecipano allo Zecchino d'Oro.

## Discografia

### Album in studio
- 1994 Daniele Fossati